# Manhartsberg
Manhartsberg je nízký, plochý horský hřbet v Dolních Rakousích. Jeho výška činí nejvýše 537 m n. m. Jedná se o jihovýchodní výběžek rakouské části České vysočiny, která se německy označuje Granit- und Gneishochland (Žulovo-rulová vysočina).

## Geografie
Horský hřbet se rozkládá v prostoru mezi Dyjí a Wagramem a je částečně překrytý třetihorními vrstvami. Toto pohoří zasahuje v Moravské oblasti až do okolí Znojma a táhne se dále. Manhartsberg tvoří východní okraj Českého masivu a zároveň od sebe odděluje rakouské čtvrtě Waldviertel) a Weinviertel. Západní stranu ohraničuje řeka Kamp. Na západní straně Manhardtsberge je část přírodního parku Kamptal-Schönberg.
Nad Maissau se nacházejí ametysty.
Poblíž nejvyššího vrcholu jsou zbytky radiokomunikačního zařízení z druhé světové války s neznámým krycím názvem.